# Slava Marlow
Slava Marlow (in precedenza Manny), pseudonimo di Artëm Artëmovič Gotlib (in russo Артём Артёмович Готлиб?; Novosibirsk, 27 ottobre 1999), è un produttore discografico e beatmaker russo.

## Biografia
Originario di Novosibirsk, si è diplomato in pianoforte e per circa un anno ha studiato sassofono. Dal 2015 ha iniziato a dedicarsi al beatmaking, per poi iniziare a produrre brani per artisti come Ėldžej, Morgenštern, Timati e Lil Pump.
Nel 2020 viene pubblicato il suo secondo EP Artëm, che oltre a presentare tracce realizzate con Morgenštern e Ėldžej, ha prodotto il singolo Snova ja napivajus'; il brano, diventato un successo anche al di fuori della Russia grazie a TikTok, ha esordito nella top forty della Singlų Top 100 lituana. Sorte simile è toccata a Ty goriš' kak ogon', messa in commercio nel 2021, che è divenuta la sua seconda entrata nella graduatoria lituana pubblicata dalla AGATA, nonché la prima a riscontrare successo radiofonico nella Federazione Russa e a fruttargli una candidatura per un premio Viktorija. È stato eletto l'artista rivelazione del 2020 da VKontakte, mentre alla cerimonia musicale organizzata da Muz-TV è stato candidato per due riconoscimenti, tra cui quello per la svolta dell'anno. Discorso simile ai Žara Music Award, dove ha guadagnato una nomination nella medesima categoria. È stato incluso nella lista stilata dalla divisione locale di Forbes degli intrattenitori russi di maggior successo nella Federazione Russa durante il 2021.
Tuzik, il suo secondo album in studio, è stato pubblicato nel dicembre 2022 ed è stato promosso da una tournée avviata l'anno successivo. Ėl'f 1, uscito circa due anni e mezzo più tardi, è ispirato alle sonorità degli anni dieci ed è stato accolto da risultati discreti commercialmente.

## Discografia

### Album in studio
- 2019 – Opening (come Manny)
- 2022 – Tuzik
- 2025 – Ėl'f 1

### EP
- 2019 – 20
- 2020 – Artëm

### Singoli
- 2019 – Durak (come Manny)
- 2019 – Dikij zapad (con N. Masteroff)
- 2019 – Bud' prošče (con Juša)
- 2020 – No Problem
- 2020 – Sumasšedšij
- 2020 – Ty dura, prosti
- 2020 – Snova ja napivajus'
- 2021 – Ty goriš' kak ogon'
- 2021 – Komu ėto nado?
- 2021 – Camry 3.5
- 2021 – Ona tebja ljubit (con The Limba e Ėldžej)
- 2021 – Čelovek
- 2021 – Ja ne znaju (con Morgenštern)
- 2021 – Brillianty VVS (con HammAli & Navai)
- 2021 – Chotel tebe skazat'...
- 2021 – Biznes bumen (con Aarne)
- 2022 – Million dorog
- 2022 – Rasstreljaj menja
- 2022 – Gde najti sily (con Biicla)
- 2024 – Zapretit'
- 2024 – Ja ne mogu tebja najti
- 2024 – Vse budet normal'no (con Slava KPSS)
- 2025 – Ne zabyl (con Saluki)

### Collaborazioni
- 2021 – Oj da na rejve (Il'ič da Sof'ja feat. Slava Marlow)
- 2021 – Shivers (Ed Sheeran feat. Feduk & Slava Marlow)

### Produzioni
- 2019 – Instasamka e SMN – GTA
- 2020 – Morgenštern – Ja pyl'
- 2020 – Morgenštern e Slava Marlow – S'el deda
- 2020 – Morgenštern – Četyre ukrainki
- 2020 – Morgenštern – E! Bannaja
- 2020 – Morgenštern – Ona - ono
- 2020 – Morgenštern e Frame Tamer – Krasnoe vino fristajl
- 2020 – Morgenštern (feat. Slava Marlow & Frame Tamer) – Domofon/Čiča
- 2020 – Morgenštern e Vitja AK – Ratatatata
- 2020 – Morgenštern – Opa
- 2020 – Morgenštern – Poslednjaja
- 2020 – Šarlot e Morgenštern – Malyška
- 2020 – Morgenštern – Pososi
- 2020 – Morgenštern e Ėldžej – Cadillac
- 2020 – Dava e Serëga – Čërnyj bumer
- 2020 – Morgenštern – Ice
- 2020 – Rachim – Fendi
- 2020 – Morgenštern e Timati – El problema
- 2020 – Morgenštern e Lil Pump – Watafuk?!
- 2020 – Morgenštern – Klip za 10 ljamov
- 2020 – Morgenštern – Cristal & Moët
- 2021 – PSL – Est' den'gi net čuvstv
- 2021 – Ėldžej – Wunder King
- 2021 – Morgenštern – Dulo
- 2021 – Morgenštern – Hublot
- 2021 – Il'ič da Sof'ja (feat. Slava Marlow) – Oj da na rejve
- 2023 – Fursysha – Kupjury
- 2023 – Kuok – Doma
- 2024 – Cima Belaruskich – Očerednoj pamjatnyj
- 2024 – Paša Technik – Prostite!

## Tournée
- 2023 – Tuzik tur

## Riconoscimenti
- MTV Europe Music Awards
  - 2021 – Candidatura al Miglior artista di MTV Russia[17]

- Novoe Radio Awards
  - 2021 – Miglior album per Legendarnaja pyl' (come produttore)[18]

- Premija Muz-TV
  - 2021 – Candidatura alla Svolta dell'anno[10]
  - 2021 – Candidatura al Miglior album per Artëm[10]
  - 2021 – Candidatura alla Miglior canzone per Cadillac (come produttore)[10]
  - 2021 – Candidatura alla Miglior collaborazione per Cadillac (come produttore)[10]

- Rossijskaja nacional'naja muzykal'naja premija Viktorija
  - 2020 – Candidatura al Miglior artista hip hop per El problema (come produttore)[19]
  - 2021 – Candidatura al Miglior artista hip hop per Ty goriš' kak ogon'[8]

- VKontakte
  - 2020 – Artista rivelazione dell'anno[9]
  - 2020 – Album dell'anno per Legendarnaja pyl' (come produttore)[9]

- Žara Music Awards
  - 2021 – Candidatura alla Svolta dell'anno[11]
  - 2021 – Candidatura all'Album dell'anno per Legendarnaja pyl' (come produttore)[11]
  - 2021 – Candidatura alla Hit di internet per Cadillac (come produttore)[11]